# Nabisco Grand Prix 1989
Il Nabisco Grand Prix 1989 è una serie di tornei maschili di tennis. Esso include i 4 tornei dello Slam, uno del circuito World Championship Tennis e tutti gli altri tornei del Grand Prix.

## Calendario

### Gennaio
| Settimana  | Torneo                                                                                          | Vincitore                              | Finalista                        | Semifinalisti                   | Eliminati ai quarti                                           |
| ---------- | ----------------------------------------------------------------------------------------------- | -------------------------------------- | -------------------------------- | ------------------------------- | ------------------------------------------------------------- |
| 2 gennaio  | South Australian Open 1989 Adelaide, Australia Cemento - 123 400 $ Singolare - Doppio           | Mark Woodforde 7-5 1-6 7-5             | Patrik Kühnen                    | Aleksandr Volkov Veli Paloheimo | Pete Sampras Goran Ivanišević Wally Masur Mark Kratzmann      |
| 2 gennaio  | South Australian Open 1989 Adelaide, Australia Cemento - 123 400 $ Singolare - Doppio           | Neil Broad Stefan Kruger 6-2 7-6       | Mark Kratzmann Glenn Layendecker | Aleksandr Volkov Veli Paloheimo | Pete Sampras Goran Ivanišević Wally Masur Mark Kratzmann      |
| 2 gennaio  | Wellington Classic 1989 Wellington, Nuova Zelanda Cemento - 145 000 $ Singolare - Doppio        | Kelly Evernden 7-5 6-1 6-4             | Shūzō Matsuoka                   | Glenn Michibata Paul Chamberlin | Patrick Baur Tobias Svantesson Doug Burke Milan Šrejber       |
| 2 gennaio  | Wellington Classic 1989 Wellington, Nuova Zelanda Cemento - 145 000 $ Singolare - Doppio        | Peter Doohan Laurie Warder 3-6 6-2 6-3 | Rill Baxter Glenn Michibata      | Glenn Michibata Paul Chamberlin | Patrick Baur Tobias Svantesson Doug Burke Milan Šrejber       |
| 9 gennaio  | New South Wales Open 1989 Sydney, Australia Cemento - 130 000 $ Singolare - Doppio              | Aaron Krickstein 6-4 6-2               | Andrej Čerkasov                  | Bruno Orešar Olivier Delaître   | Wally Masur Carl-Uwe Steeb Christo van Rensburg Libor Němeček |
| 9 gennaio  | New South Wales Open 1989 Sydney, Australia Cemento - 130 000 $ Singolare - Doppio              | Darren Cahill Wally Masur 6-4 6-3      | Pieter Aldrich Danie Visser      | Bruno Orešar Olivier Delaître   | Wally Masur Carl-Uwe Steeb Christo van Rensburg Libor Němeček |
| 9 gennaio  | Heineken Open 1989 Auckland, Nuova Zelanda Cemento - 145 000 $ Singolare - Doppio               | Ramesh Krishnan 6-4 6-0                | Amos Mansdorf                    | Roger Smith Richey Reneberg     | Paul Wekesa Kelly Evernden Glenn Michibata Jim Grabb          |
| 9 gennaio  | Heineken Open 1989 Auckland, Nuova Zelanda Cemento - 145 000 $ Singolare - Doppio               | Steve Guy Shūzō Matsuoka 7-6 7-6       | John Letts Bruce Man Son Hing    | Roger Smith Richey Reneberg     | Paul Wekesa Kelly Evernden Glenn Michibata Jim Grabb          |
| 16 gennaio | Australian Open 1989 Melbourne, Australia Cemento - 933 342 $ Singolare - Doppio - Doppio misto | Ivan Lendl 6-2 6-2 6-2                 | Miloslav Mečíř                   | Jan Gunnarsson Thomas Muster    | Goran Ivanišević Jonas Svensson Stefan Edberg John McEnroe    |
| 16 gennaio | Australian Open 1989 Melbourne, Australia Cemento - 933 342 $ Singolare - Doppio - Doppio misto | Rick Leach Jim Pugh 6-4 6-4 6-4        | Darren Cahill Mark Kratzmann     | Jan Gunnarsson Thomas Muster    | Goran Ivanišević Jonas Svensson Stefan Edberg John McEnroe    |

### Febbraio
| Settimana   | Torneo                                                                                             | Vincitore                                      | Finalista                        | Semifinalisti                 | Eliminati ai quarti                                                 |
| ----------- | -------------------------------------------------------------------------------------------------- | ---------------------------------------------- | -------------------------------- | ----------------------------- | ------------------------------------------------------------------- |
| 6 febbraio  | Rotterdam Open 1989 Rotterdam, Paesi Bassi Sintetico indoor - 452 000 $ Singolare - Doppio         | Jakob Hlasek 6-1 7-5                           | Anders Järryd                    | Darren Cahill Yannick Noah    | Michiel Schapers Marty Davis Udo Riglewski Eric Jelen               |
| 6 febbraio  | Rotterdam Open 1989 Rotterdam, Paesi Bassi Sintetico indoor - 452 000 $ Singolare - Doppio         | Miloslav Mečíř Milan Šrejber 7-6 6-0           | Jan Gunnarsson Magnus Gustafsson | Darren Cahill Yannick Noah    | Michiel Schapers Marty Davis Udo Riglewski Eric Jelen               |
| 6 febbraio  | Guarujá Open 1989 Guarujá, Brasile Terra rossa - 130 000 $ Singolare - Doppio                      | Luiz Mattar 7-6 6-4                            | Jimmy Brown                      | Jaime Yzaga Danilo Marcelino  | Todd Witsken Eduardo Bengoechea Cássio Motta Christer Allgårdh      |
| 6 febbraio  | Guarujá Open 1989 Guarujá, Brasile Terra rossa - 130 000 $ Singolare - Doppio                      | Ricardo Acioly Dácio Campos 7-6 7-6            | César Kist Mauro Menezes         | Jaime Yzaga Danilo Marcelino  | Todd Witsken Eduardo Bengoechea Cássio Motta Christer Allgårdh      |
| 13 febbraio | Milan Indoor 1989 Milano, Italia Sintetico indoor - 492 500 $ Singolare - Doppio                   | Boris Becker 6-1 6-2                           | Aleksandr Volkov                 | John McEnroe Eric Jelen       | Christian Bergström Andrej Čerkasov Slobodan Živojinović Paolo Canè |
| 13 febbraio | Milan Indoor 1989 Milano, Italia Sintetico indoor - 492 500 $ Singolare - Doppio                   | Jakob Hlasek John McEnroe 6-3 6-4              | Heinz Günthardt Balázs Taróczy   | John McEnroe Eric Jelen       | Christian Bergström Andrej Čerkasov Slobodan Živojinović Paolo Canè |
| 13 febbraio | Volvo U.S. National Indoor 1989 Memphis, USA Sintetico indoor - 415 000 $ Singolare - Doppio       | Brad Gilbert 6-2 6-2 ritiro                    | Johan Kriek                      | Michael Chang Kevin Curren    | Richey Reneberg Broderick Dyke Jimmy Arias Jimmy Connors            |
| 13 febbraio | Volvo U.S. National Indoor 1989 Memphis, USA Sintetico indoor - 415 000 $ Singolare - Doppio       | Paul Annacone Christo van Rensburg 6-4 6-2     | Scott Davis Tim Wilkison         | Michael Chang Kevin Curren    | Richey Reneberg Broderick Dyke Jimmy Arias Jimmy Connors            |
| 20 febbraio | U.S. Pro Indoor 1989 Filadelfia, Pennsylvania, USA Sintetico indoor - 602 500 $ Singolare - Doppio | Boris Becker 7-6 6-1 6-3                       | Tim Mayotte                      | Andre Agassi Mikael Pernfors  | Dan Goldie Brad Gilbert Robert Seguso Christo van Rensburg          |
| 20 febbraio | U.S. Pro Indoor 1989 Filadelfia, Pennsylvania, USA Sintetico indoor - 602 500 $ Singolare - Doppio | Paul Annacone Christo van Rensburg 6-7 6-4 7-6 | Rick Leach Jim Pugh              | Andre Agassi Mikael Pernfors  | Dan Goldie Brad Gilbert Robert Seguso Christo van Rensburg          |
| 20 febbraio | Grand Prix de Tennis de Lyon 1989 Lione, Francia Sintetico indoor - 291 000 $ Singolare - Doppio   | John McEnroe 6-3 7-6                           | Jakob Hlasek                     | Anders Järryd Jonas Svensson  | Patrik Kühnen Henri Leconte Magnus Gustafsson Carl-Uwe Steeb        |
| 20 febbraio | Grand Prix de Tennis de Lyon 1989 Lione, Francia Sintetico indoor - 291 000 $ Singolare - Doppio   | Eric Jelen Michael Mortensen 6-2 3-6 6-3       | Jakob Hlasek John McEnroe        | Anders Järryd Jonas Svensson  | Patrik Kühnen Henri Leconte Magnus Gustafsson Carl-Uwe Steeb        |
| 27 febbraio | Lorraine Open 1989 Nancy, Francia Cemento indoor - 130 000 $ Singolare - Doppio                    | Guy Forget 6-3 7-6                             | Michiel Schapers                 | Eduardo Masso Paul Chamberlin | Johan Carlsson Olivier Delaître Jeremy Bates Ronald Agénor          |
| 27 febbraio | Lorraine Open 1989 Nancy, Francia Cemento indoor - 130 000 $ Singolare - Doppio                    | Udo Riglewski Tobias Svantesson 6-4 6-7 7-6    | João Cunha e Silva Eduardo Masso | Eduardo Masso Paul Chamberlin | Johan Carlsson Olivier Delaître Jeremy Bates Ronald Agénor          |
| 27 febbraio | WCT Finals 1989 Dallas, USA Sintetico indoor - 500 000 $ Singolare                                 | John McEnroe 6-3 6-3 7-6                       | Brad Gilbert                     | Ivan Lendl Mikael Pernfors    | Andre Agassi Jakob Hlasek Stefan Edberg Mats Wilander               |

### Marzo
| Settimana | Torneo                                                                                                  | Vincitore                               | Finalista                          | Semifinalisti                | Eliminati ai quarti                                      |
| --------- | --- | --------------------------------------- | ---------------------------------- | ---------------------------- | -------------------------------------------------------- |
| 6 marzo   | Eagle Classic 1989 Scottsdale, USA Cemento - 415 000 $ Singolare - Doppio                               | Ivan Lendl 6-2 6-3                      | Stefan Edberg                      | Emilio Sánchez Amos Mansdorf | Goran Ivanišević Jim Courier Brad Gilbert Kevin Curren   |
| 6 marzo   | Eagle Classic 1989 Scottsdale, USA Cemento - 415 000 $ Singolare - Doppio                               | Rick Leach Jim Pugh 6-7 6-3 6-2 2-6 6-4 | Paul Annacone Christo van Rensburg | Emilio Sánchez Amos Mansdorf | Goran Ivanišević Jim Courier Brad Gilbert Kevin Curren   |
| 13 marzo  | Champions Cup and the WTA of Indian Wells 1989 Indian Wells, USA Cemento - 702 500 $ Singolare - Doppio | Miloslav Mečíř 3-6 2-6 6-1 6-2 6-3      | Yannick Noah                       | Jay Berger Jimmy Connors     | Brad Gilbert Andre Agassi Tim Mayotte Michael Chang      |
| 13 marzo  | Champions Cup and the WTA of Indian Wells 1989 Indian Wells, USA Cemento - 702 500 $ Singolare - Doppio | Boris Becker Jakob Hlasek 3-6 6-3 6-4   | Kevin Curren David Pate            | Jay Berger Jimmy Connors     | Brad Gilbert Andre Agassi Tim Mayotte Michael Chang      |
| 20 marzo  | Miami Open 1989 Miami, USA Cemento - 1 050 000 $ Singolare - Doppio                                     | Ivan Lendl Walkover                     | Thomas Muster                      | Kevin Curren Yannick Noah    | Aaron Krickstein Emilio Sánchez Carl-Uwe Steeb Jim Grabb |
| 20 marzo  | Miami Open 1989 Miami, USA Cemento - 1 050 000 $ Singolare - Doppio                                     | Jakob Hlasek Anders Järryd 6-3 ritiro   | Jim Grabb Patrick McEnroe          | Kevin Curren Yannick Noah    | Aaron Krickstein Emilio Sánchez Carl-Uwe Steeb Jim Grabb |

### Aprile
| Settimana | Torneo                                                                                          | Vincitore                                 | Finalista                      | Semifinalisti                          | Eliminati ai quarti                                                    |
| --------- | ----------------------------------------------------------------------------------------------- | ----------------------------------------- | ------------------------------ | -------------------------------------- | ---------------------------------------------------------------------- |
| 10 aprile | Seoul Open 1989 Seul, Corea del Sud 93 400 $ - Cemento Singolare - Doppio                       | Robert Van't Hof 7-5 6-4                  | Brad Drewett                   | John Fitzgerald Kelly Evernden         | Jean-Philippe Fleurian Kim Bong-Soo Vijay Amritraj Paul Chamberlin     |
| 10 aprile | Seoul Open 1989 Seul, Corea del Sud 93 400 $ - Cemento Singolare - Doppio                       | Scott Davis Paul Wekesa 6-2 6-4           | John Letts Bruce Man Son Hing  | John Fitzgerald Kelly Evernden         | Jean-Philippe Fleurian Kim Bong-Soo Vijay Amritraj Paul Chamberlin     |
| 10 aprile | ATP Rio de Janeiro 1989 Rio de Janeiro, Brasile Sintetico indoor - 230 000 $ Singolare - Doppio | Luiz Mattar 6-4 5-7 6-4                   | Martín Jaite                   | Cássio Motta Todd Witsken              | Thomas Högstedt Eduardo Bengoechea Guillermo Rivas Horacio de la Peña  |
| 10 aprile | ATP Rio de Janeiro 1989 Rio de Janeiro, Brasile Sintetico indoor - 230 000 $ Singolare - Doppio | Jorge Lozano Todd Witsken 2-6 6-4 6-4     | Patrick McEnroe Tim Wilkison   | Cássio Motta Todd Witsken              | Thomas Högstedt Eduardo Bengoechea Guillermo Rivas Horacio de la Peña  |
| 10 aprile | Athens Open 1989 Atene, Grecia Terra rossa - 125 000 $ Singolare - Doppio                       | Ronald Agénor 6-3 6-4                     | Kent Carlsson                  | Josef Čihák Franco Davín               | Thierry Champion Martin Střelba Lawson Duncan Francesco Cancellotti    |
| 10 aprile | Athens Open 1989 Atene, Grecia Terra rossa - 125 000 $ Singolare - Doppio                       | Claudio Panatta Tomáš Šmíd 6-3 6-2        | Gustavo Giussani Gerardo Mirad | Josef Čihák Franco Davín               | Thierry Champion Martin Střelba Lawson Duncan Francesco Cancellotti    |
| 17 aprile | Japan Open Tennis Championships 1989 Tokyo, Giappone Cemento - 752 500 $ Singolare - Doppio     | Stefan Edberg 6-3 2-6 6-4                 | Ivan Lendl                     | Richard Matuszewski John McEnroe       | Nicolás Pereira Jason Stoltenberg Brad Gilbert Scott Davis             |
| 17 aprile | Japan Open Tennis Championships 1989 Tokyo, Giappone Cemento - 752 500 $ Singolare - Doppio     | Ken Flach Robert Seguso 2-6 6-4 6-4       | Kevin Curren David Pate        | Richard Matuszewski John McEnroe       | Nicolás Pereira Jason Stoltenberg Brad Gilbert Scott Davis             |
| 17 aprile | ATP Nizza 1989 Nizza, Francia Terra rossa - 200 000 $ Singolare - Doppio                        | Andrej Česnokov 6-4 6-4                   | Jérôme Potier                  | Francesco Cancellotti Goran Ivanišević | Claudio Pistolesi Alberto Mancini Guillermo Pérez Roldán Fernando Luna |
| 17 aprile | ATP Nizza 1989 Nizza, Francia Terra rossa - 200 000 $ Singolare - Doppio                        | Ricki Osterthun Udo Riglewski 7-6 6-7 6-1 | Heinz Günthardt Balázs Taróczy | Francesco Cancellotti Goran Ivanišević | Claudio Pistolesi Alberto Mancini Guillermo Pérez Roldán Fernando Luna |
| 24 aprile | Singapore Open 1989 Singapore, Singapore Cemento - 93 400 $ Singolare - Doppio                  | Kelly Jones 6-1 7-5                       | Amos Mansdorf                  | Kevin Curren Wally Masur               | Jim Pugh Jim Grabb Paul Chamberlin Kelly Evernden                      |
| 24 aprile | Singapore Open 1989 Singapore, Singapore Cemento - 93 400 $ Singolare - Doppio                  | Rick Leach Jim Pugh 2-6 7-6 6-4           | Paul Chamberlin Paul Wekesa    | Kevin Curren Wally Masur               | Jim Pugh Jim Grabb Paul Chamberlin Kelly Evernden                      |
| 24 aprile | Monte Carlo Open 1989 Monte Carlo, Monaco Terra rossa - 607 500 $ Singolare - Doppio            | Alberto Mancini 7-5 2-6 7-6 7-5           | Boris Becker                   | Mats Wilander Horst Skoff              | Ronald Agénor Carl-Uwe Steeb Jan Gunnarsson Guillermo Pérez Roldán     |
| 24 aprile | Monte Carlo Open 1989 Monte Carlo, Monaco Terra rossa - 607 500 $ Singolare - Doppio            | Tomáš Šmíd Mark Woodforde 7-5 6-1         | Paolo Canè Diego Nargiso       | Mats Wilander Horst Skoff              | Ronald Agénor Carl-Uwe Steeb Jan Gunnarsson Guillermo Pérez Roldán     |

### Maggio
| Settimana | Torneo | Vincitore                                     | Finalista                        | Semifinalisti                  | Eliminati ai quarti                                                  |
| --------- | --- | --------------------------------------------- | -------------------------------- | ------------------------------ | -------------------------------------------------------------------- |
| 1º maggio | WCT Tournament of Champions 1989 Forest Hills, New York, USA Terra rossa - 602 500 $ Singolare - Doppio               | Ivan Lendl 6-2 6-1                            | Jaime Yzaga                      | Andre Agassi Michael Chang     | Brad Gilbert Aaron Krickstein Diego Pérez Marcelo Filippini          |
| 1º maggio | WCT Tournament of Champions 1989 Forest Hills, New York, USA Terra rossa - 602 500 $ Singolare - Doppio               | Rick Leach Jim Pugh 4-6 6-4 6-4               | Jim Courier Pete Sampras         | Andre Agassi Michael Chang     | Brad Gilbert Aaron Krickstein Diego Pérez Marcelo Filippini          |
| 1º maggio | Internazionali di Tennis di Baviera 1989 Monaco di Baviera, Germania Ovest Terra rossa - 205 000 $ Singolare - Doppio | Andrej Česnokov 5-7 7-6 6-2                   | Martin Střelba                   | Stefan Edberg Aleksandr Volkov | Alberto Mancini Jonas Svensson Guillermo Pérez Roldán Javier Sánchez |
| 1º maggio | Internazionali di Tennis di Baviera 1989 Monaco di Baviera, Germania Ovest Terra rossa - 205 000 $ Singolare - Doppio | Javier Sánchez Balázs Taróczy 6-3 6-2         | Peter Doohan Laurie Warder       | Stefan Edberg Aleksandr Volkov | Alberto Mancini Jonas Svensson Guillermo Pérez Roldán Javier Sánchez |
| 8 maggio  | ATP German Open 1989 Amburgo, Germania Ovest Terra rossa - 692 500 $ Singolare - Doppio                               | Ivan Lendl 6-4 6-1 6-3                        | Horst Skoff                      | Carl-Uwe Steeb Boris Becker    | Jonas Svensson Jimmy Connors Michael Westphal Paolo Canè             |
| 8 maggio  | ATP German Open 1989 Amburgo, Germania Ovest Terra rossa - 692 500 $ Singolare - Doppio                               | Emilio Sánchez Javier Sánchez 6-4 6-7 7-6     | Boris Becker Eric Jelen          | Carl-Uwe Steeb Boris Becker    | Jonas Svensson Jimmy Connors Michael Westphal Paolo Canè             |
| 8 maggio  | U.S. Men's Clay Court Championships 1989 Charleston, USA Terra rossa - 220 000 $ Singolare - Doppio                   | Jay Berger 6-4 6-3                            | Lawson Duncan                    | Tim Wilkison Javier Frana      | Brad Gilbert Cássio Motta Luiz Mattar Michael Chang                  |
| 8 maggio  | U.S. Men's Clay Court Championships 1989 Charleston, USA Terra rossa - 220 000 $ Singolare - Doppio                   | Mikael Pernfors Tobias Svantesson 6-4 4-6 7-5 | Agustín Moreno Jaime Yzaga       | Tim Wilkison Javier Frana      | Brad Gilbert Cássio Motta Luiz Mattar Michael Chang                  |
| 15 maggio | Internazionali d'Italia 1989 Roma, Italia Terra rossa - 700 000 $ Singolare - Doppio                                  | Alberto Mancini 6-3 4-6 2-6 7-6 6-1           | Andre Agassi                     | Jordi Arrese Sergi Bruguera    | Jay Berger Omar Camporese Mark Koevermans Guillermo Pérez Roldán     |
| 15 maggio | Internazionali d'Italia 1989 Roma, Italia Terra rossa - 700 000 $ Singolare - Doppio                                  | Jim Courier Pete Sampras 6-4 6-3              | Danilo Marcelino Mauro Menezes   | Jordi Arrese Sergi Bruguera    | Jay Berger Omar Camporese Mark Koevermans Guillermo Pérez Roldán     |
| 22 maggio | ATP Firenze 1989 Firenze, Italia Terra rossa - 93 400 $ Singolare - Doppio                                            | Horacio de la Peña 6-4 6-3                    | Goran Ivanišević                 | Andrés Gómez Lawson Duncan     | Omar Camporese Eduardo Bengoechea Luiz Mattar Thierry Tulasne        |
| 22 maggio | ATP Firenze 1989 Firenze, Italia Terra rossa - 93 400 $ Singolare - Doppio                                            | Mike De Palmer Blaine Willenborg 6-4 6-3      | Pietro Pennisi Simone Restelli   | Andrés Gómez Lawson Duncan     | Omar Camporese Eduardo Bengoechea Luiz Mattar Thierry Tulasne        |
| 29 maggio | Open di Francia 1989 Parigi, Francia Grande Slam 1 945 000 $ - Terra rossa Singolare - Doppio - Doppio misto          | Michael Chang 6-1 3-6 4-6 6-4 6-2             | Stefan Edberg                    | Andrej Česnokov Boris Becker   | Ronald Agénor Mats Wilander Alberto Mancini Jay Berger               |
| 29 maggio | Open di Francia 1989 Parigi, Francia Grande Slam 1 945 000 $ - Terra rossa Singolare - Doppio - Doppio misto          | Jim Grabb Patrick McEnroe 6-4 2-6 6-4 7-6     | Mansour Bahrami Éric Winogradsky | Andrej Česnokov Boris Becker   | Ronald Agénor Mats Wilander Alberto Mancini Jay Berger               |

### Giugno
| Settimana | Torneo                                                                                                  | Vincitore                                     | Finalista                    | Semifinalisti                        | Eliminati ai quarti                                        |
| --------- | --- | --------------------------------------------- | ---------------------------- | ------------------------------------ | ---------------------------------------------------------- |
| 12 giugno | Queen's Club Championships 1989 Londra, Gran Bretagna Erba - 380 000 $ Singolare - Doppio               | Ivan Lendl 4-6 6-3 6-4                        | Christo van Rensburg         | Paul Annacone Derrick Rostagno       | Michael Stich Mats Wilander Gary Muller Chris Bailey       |
| 12 giugno | Queen's Club Championships 1989 Londra, Gran Bretagna Erba - 380 000 $ Singolare - Doppio               | Darren Cahill Mark Kratzmann 7-6 6-3          | Tim Pawsat Laurie Warder     | Paul Annacone Derrick Rostagno       | Michael Stich Mats Wilander Gary Muller Chris Bailey       |
| 12 giugno | ATP Bologna Outdoor 1989 Bologna, Italia Terra rossa - 123 000 $ Singolare - Doppio                     | Javier Sánchez 6-1 6-0                        | Franco Davín                 | Guillermo Pérez Roldán Roberto Azar  | Omar Camporese Diego Pérez Ronald Agénor Paolo Pambianco   |
| 12 giugno | ATP Bologna Outdoor 1989 Bologna, Italia Terra rossa - 123 000 $ Singolare - Doppio                     | Sergio Casal Javier Sánchez 6-2 6-3           | Tomas Nydahl Jörgen Windahl  | Guillermo Pérez Roldán Roberto Azar  | Omar Camporese Diego Pérez Ronald Agénor Paolo Pambianco   |
| 19 giugno | Bristol Open 1989 Bristol, Gran Bretagna Erba - 100 000 $ Singolare - Doppio                            | Eric Jelen 6-4 3-6 7-5                        | Nick Brown                   | Michiel Schapers Richard Matuszewski | Derrick Rostagno Kelly Evernden Michael Stich Brad Drewett |
| 19 giugno | Bristol Open 1989 Bristol, Gran Bretagna Erba - 100 000 $ Singolare - Doppio                            | Paul Chamberlin Tim Wilkison 7-6 6-4          | Mike De Palmer Gary Donnelly | Michiel Schapers Richard Matuszewski | Derrick Rostagno Kelly Evernden Michael Stich Brad Drewett |
| 19 giugno | Grand Prix Bari 1989 Bari, Italia Terra rossa - 125 000 $ Singolare - Doppio                            | Juan Aguilera 4-6 6-3 6-4                     | Marián Vajda                 | Claudio Mezzadri Alejandro Aramburu  | Franco Davín Pedro Rebolledo Sergio Casal Marc Rosset      |
| 19 giugno | Grand Prix Bari 1989 Bari, Italia Terra rossa - 125 000 $ Singolare - Doppio                            | Simone Colombo Claudio Mezzadri 0-6 6-3 6-3   | Sergio Casal Javier Sánchez  | Claudio Mezzadri Alejandro Aramburu  | Franco Davín Pedro Rebolledo Sergio Casal Marc Rosset      |
| 26 giugno | Torneo di Wimbledon 1989 Londra, Gran Bretagna Grand Slam 2 204 162 $ - Erba Singolare - Doppio - Misto | Boris Becker 6-0 7-6 6-4                      | Stefan Edberg                | Ivan Lendl John McEnroe              | Dan Goldie Paul Chamberlin Mats Wilander Tim Mayotte       |
| 26 giugno | Torneo di Wimbledon 1989 Londra, Gran Bretagna Grand Slam 2 204 162 $ - Erba Singolare - Doppio - Misto | John Fitzgerald Anders Järryd 3-6 7-6 6-4 7-6 | Rick Leach Jim Pugh          | Ivan Lendl John McEnroe              | Dan Goldie Paul Chamberlin Mats Wilander Tim Mayotte       |

### Luglio
| Settimana | Torneo                                                                                               | Vincitore                                  | Finalista                   | Semifinalisti                  | Eliminati ai quarti                                                    |
| --------- | --- | ------------------------------------------ | --------------------------- | ------------------------------ | ---------------------------------------------------------------------- |
| 10 luglio | U.S. Pro Tennis Championships 1989 Boston, Massachusetts, USA Cemento - 415 000 $ Singolare - Doppio | Andrés Gómez 6-1 6-4                       | Mats Wilander               | Andre Agassi Martín Jaite      | Jaime Yzaga Jay Berger Eduardo Bengoechea Jordi Arrese                 |
| 10 luglio | U.S. Pro Tennis Championships 1989 Boston, Massachusetts, USA Cemento - 415 000 $ Singolare - Doppio | Andrés Gomez Alberto Mancini 3-6 6-3 6-4   | Todd Nelson Phil Williamson | Andre Agassi Martín Jaite      | Jaime Yzaga Jay Berger Eduardo Bengoechea Jordi Arrese                 |
| 10 luglio | Swiss Open Gstaad 1989 Gstaad, Svizzera Terra rossa - 305 000 $ Singolare - Doppio                   | Carl-Uwe Steeb 6-7 3-6 6-2 6-4 6-2         | Magnus Gustafsson           | Jan Gunnarsson Sergi Bruguera  | Todd Witsken Horacio de la Peña Udo Riglewski Aaron Krickstein         |
| 10 luglio | Swiss Open Gstaad 1989 Gstaad, Svizzera Terra rossa - 305 000 $ Singolare - Doppio                   | Cássio Motta Todd Witsken 6-4 6-3          | Petr Korda Milan Šrejber    | Jan Gunnarsson Sergi Bruguera  | Todd Witsken Horacio de la Peña Udo Riglewski Aaron Krickstein         |
| 10 luglio | Hall of Fame Tennis Championships 1989 Newport, USA Erba - 155 000 $ Singolare - Doppio              | Jim Pugh 6-4 4-6 6-2                       | Peter Lundgren              | Glenn Layendecker Danie Visser | Paul Annacone John Fitzgerald Christian Saceanu Johan Kriek            |
| 10 luglio | Hall of Fame Tennis Championships 1989 Newport, USA Erba - 155 000 $ Singolare - Doppio              | Patrick Galbraith Brian Garrow 2-6 7-5 6-3 | Neil Broad Stefan Kruger    | Glenn Layendecker Danie Visser | Paul Annacone John Fitzgerald Christian Saceanu Johan Kriek            |
| 17 luglio | Schenectady Open 1989 Schenectady, New York Cemento - 200 000 $ Singolare - Doppio                   | Simon Youl 2-6 6-4 6-4                     | Scott Davis                 | Dan Goldie Glenn Michibata     | Jeff Tarango Scott Warner Ramesh Krishnan Chris Pridham                |
| 17 luglio | Schenectady Open 1989 Schenectady, New York Cemento - 200 000 $ Singolare - Doppio                   | Scott Davis Broderick Dyke 2-6 6-4 6-4     | Brad Pearce Byron Talbot    | Dan Goldie Glenn Michibata     | Jeff Tarango Scott Warner Ramesh Krishnan Chris Pridham                |
| 24 luglio | Dutch Open 1989 Hilversum, Paesi Bassi Terra rossa - 150 000 $ Singolare - Doppio                    | Karel Nováček 6-2 6-4                      | Emilio Sánchez              | Tomás Carbonell Paolo Canè     | Paul Haarhuis Horst Skoff Andrej Česnokov Franco Davín                 |
| 24 luglio | Dutch Open 1989 Hilversum, Paesi Bassi Terra rossa - 150 000 $ Singolare - Doppio                    | Paul Haarhuis Mark Koevermans WEA          | Tomás Carbonell Diego Perez | Tomás Carbonell Paolo Canè     | Paul Haarhuis Horst Skoff Andrej Česnokov Franco Davín                 |
| 24 luglio | Mercedes Cup 1989 Stoccarda, Germania Ovest Terra rossa - 350 000 $ Singolare - Doppio               | Martín Jaite 6-3 6-2                       | Goran Prpić                 | Jens Wöhrmann Sergi Bruguera   | Guillermo Pérez Roldán Jordi Arrese Alex Antonitsch Martin Wostenholme |
| 24 luglio | Mercedes Cup 1989 Stoccarda, Germania Ovest Terra rossa - 350 000 $ Singolare - Doppio               | Petr Korda Tomáš Šmíd 6-7 6-3 6-1          | Florin Segărceanu Cyril Suk | Jens Wöhrmann Sergi Bruguera   | Guillermo Pérez Roldán Jordi Arrese Alex Antonitsch Martin Wostenholme |
| 24 luglio | Washington Open 1989 Washington, USA Cemento - 297 500 $ Singolare - Doppio                          | Tim Mayotte 3-6 6-4 7-5                    | Brad Gilbert                | Todd Witsken Richey Reneberg   | Simon Youl Jim Grabb Ramesh Krishnan Paul Chamberlin                   |
| 24 luglio | Washington Open 1989 Washington, USA Cemento - 297 500 $ Singolare - Doppio                          | Neil Broad Gary Muller 7-6 6-1             | Jim Grabb Patrick McEnroe   | Todd Witsken Richey Reneberg   | Simon Youl Jim Grabb Ramesh Krishnan Paul Chamberlin                   |
| 31 luglio | ATP Volvo International 1989 Stratton Mountain, Vermont, USA Cemento - 602 500 $ Singolare - Doppio  | Brad Gilbert 7-5 6-0                       | Jim Pugh                    | David Wheaton Jim Grabb        | Jim Courier Glenn Layendecker Robert Seguso Michael Chang              |
| 31 luglio | ATP Volvo International 1989 Stratton Mountain, Vermont, USA Cemento - 602 500 $ Singolare - Doppio  | Mark Kratzmann Wally Masur 6-3 4-6 7-6     | Pieter Aldrich Danie Visser | David Wheaton Jim Grabb        | Jim Courier Glenn Layendecker Robert Seguso Michael Chang              |
| 31 luglio | Austrian Open 1989 Kitzbühel, Austria Terra rossa - 350 000 $ Singolare - Doppio                     | Emilio Sánchez 7-6 6-1 2-6 6-2             | Martín Jaite                | Goran Prpić Javier Sánchez     | Francisco Clavet Marián Vajda Sergi Bruguera Martin Střelba            |
| 31 luglio | Austrian Open 1989 Kitzbühel, Austria Terra rossa - 350 000 $ Singolare - Doppio                     | Emilio Sánchez Javier Sánchez 7-5 7-6      | Petr Korda Tomáš Šmíd       | Goran Prpić Javier Sánchez     | Francisco Clavet Marián Vajda Sergi Bruguera Martin Střelba            |
| 31 luglio | Swedish Open 1989 Båstad, Svezia Terra rossa - 305 000 $ Singolare - Doppio                          | Paolo Canè 7-6 7-6                         | Bruno Orešar                | Johan Anderson Nicklas Kulti   | Magnus Gustafsson Karel Nováček Christian Bergström Joakim Nyström     |
| 31 luglio | Swedish Open 1989 Båstad, Svezia Terra rossa - 305 000 $ Singolare - Doppio                          | Per Henricsson Nicklas Utgren 7-5 6-2      | Josef Čihák Karel Nováček   | Johan Anderson Nicklas Kulti   | Magnus Gustafsson Karel Nováček Christian Bergström Joakim Nyström     |

### Agosto
| Settimana | Torneo | Vincitore                                   | Finalista                            | Semifinalisti                     | Eliminati ai quarti                                               |
| --------- | --- | ------------------------------------------- | ------------------------------------ | --------------------------------- | ----------------------------------------------------------------- |
| 7 agosto  | Livingston Open 1989 Livingston, USA Cemento - 125 000 $ Singolare - Doppio                                 | Brad Gilbert 6-4 6-4                        | Jason Stoltenberg                    | Chris Bailey Jim Courier          | Tim Donovan Mike Brown Jim Grabb Ramesh Krishnan                  |
| 7 agosto  | Livingston Open 1989 Livingston, USA Cemento - 125 000 $ Singolare - Doppio                                 | Tim Pawsat Tim Wilkison 7-5 6-3             | Kelly Evernden Sammy Giammalva Jr.   | Chris Bailey Jim Courier          | Tim Donovan Mike Brown Jim Grabb Ramesh Krishnan                  |
| 7 agosto  | ATP Praga 1989 Praga, Cecoslovacchia Terra rossa - 170 000 $ Singolare - Doppio                             | Marcelo Filippini 7-5 7-6                   | Horst Skoff                          | Michael Tauson Franco Davín       | Petr Korda Martin Střelba Juan Aguilera Marko Ostoja              |
| 7 agosto  | ATP Praga 1989 Praga, Cecoslovacchia Terra rossa - 170 000 $ Singolare - Doppio                             | Jordi Arrese Horst Skoff 6-4 6-4            | Petr Korda Tomáš Šmíd                | Michael Tauson Franco Davín       | Petr Korda Martin Střelba Juan Aguilera Marko Ostoja              |
| 7 agosto  | Indianapolis Tennis Championships 1989 Indianapolis, USA Cemento - 417 500 $ - 32S/16D Singolare - Doppio   | John McEnroe 6-4 4-6 6-4                    | Jay Berger                           | Stefan Edberg Aaron Krickstein    | Richard Matuszewski Tim Mayotte Pete Sampras Todd Witsken         |
| 7 agosto  | Indianapolis Tennis Championships 1989 Indianapolis, USA Cemento - 417 500 $ - 32S/16D Singolare - Doppio   | Pieter Aldrich Danie Visser 7-5 7-6         | Peter Doohan Laurie Warder           | Stefan Edberg Aaron Krickstein    | Richard Matuszewski Tim Mayotte Pete Sampras Todd Witsken         |
| 14 agosto | Canada Open 1989 Montréal, Canada Cemento - 550 000 $ Singolare - Doppio                                    | Ivan Lendl 6-1 6-3                          | John McEnroe                         | Andre Agassi Jay Berger           | Grant Connell Andrew Sznajder Nicolás Pereira Alex Antonitsch     |
| 14 agosto | Canada Open 1989 Montréal, Canada Cemento - 550 000 $ Singolare - Doppio                                    | Kelly Evernden Todd Witsken 7-6 1-6 7-6     | Charles Beckman Shelby Cannon        | Andre Agassi Jay Berger           | Grant Connell Andrew Sznajder Nicolás Pereira Alex Antonitsch     |
| 14 agosto | Cincinnati Open 1989 Cincinnati, USA Cemento - 602 500 $ - 56S/28D Singolare - Doppio                       | Brad Gilbert 6-4 2-6 7-6                    | Stefan Edberg                        | Boris Becker Mats Wilander        | Jaime Yzaga Michael Chang Andrés Gómez Jonas Svensson             |
| 14 agosto | Cincinnati Open 1989 Cincinnati, USA Cemento - 602 500 $ - 56S/28D Singolare - Doppio                       | Ken Flach Robert Seguso 6-4 6-4             | Pieter Aldrich Danie Visser          | Boris Becker Mats Wilander        | Jaime Yzaga Michael Chang Andrés Gómez Jonas Svensson             |
| 14 agosto | ATP Saint-Vincent 1989 Saint-Vincent, Italia Terra rossa - 155 000 $ Singolare - Doppio                     | Franco Davín 6-2 6-2                        | Juan Aguilera                        | Claudio Pistolesi Tomás Carbonell | Roberto Argüello Gustavo Giussani Marcelo Filippini Andres Võsand |
| 14 agosto | ATP Saint-Vincent 1989 Saint-Vincent, Italia Terra rossa - 155 000 $ Singolare - Doppio                     | Josef Čihák Cyril Suk 6-4 6-2               | Massimo Cierro Alessandro De Minicis | Claudio Pistolesi Tomás Carbonell | Roberto Argüello Gustavo Giussani Marcelo Filippini Andres Võsand |
| 21 agosto | Internazionali di Tennis di San Marino 1989 Murata, San Marino Terra rossa - 2 000 000 $ Singolare - Doppio | José Francisco Altur 6-7, 6-4, 6-1          | Roberto Azar                         | Lawson Duncan Jose-Luis Aparisi   | Massimo Cierro Franco Davín Simone Colombo Renzo Furlan           |
| 21 agosto | Internazionali di Tennis di San Marino 1989 Murata, San Marino Terra rossa - 2 000 000 $ Singolare - Doppio | Simone Colombo Claudio Mezzadri 6–4, 6–1    | Pablo Albano Gustavo Luza            | Lawson Duncan Jose-Luis Aparisi   | Massimo Cierro Franco Davín Simone Colombo Renzo Furlan           |
| 28 agosto | US Open 1989 New York, USA Grand Slam 2 000 000 $ - Cemento - 128S/64D Singolare - Doppio - Doppio misto    | Boris Becker 7-6 1-6 6-3 7-6                | Ivan Lendl                           | Andre Agassi Aaron Krickstein     | Tim Mayotte Jimmy Connors Jay Berger Yannick Noah                 |
| 28 agosto | US Open 1989 New York, USA Grand Slam 2 000 000 $ - Cemento - 128S/64D Singolare - Doppio - Doppio misto    | John McEnroe Mark Woodforde 6-4 4-6 6-3 6-3 | Ken Flach Robert Seguso              | Andre Agassi Aaron Krickstein     | Tim Mayotte Jimmy Connors Jay Berger Yannick Noah                 |

### Settembre
| Settimana    | Torneo | Vincitore                                   | Finalista                              | Semifinalisti                      | Eliminati ai quarti                                             |
| ------------ | --- | ------------------------------------------- | -------------------------------------- | ---------------------------------- | --------------------------------------------------------------- |
| 11 settembre | Geneva Open 1989 Ginevra, Svizzera Terra rossa - 220 000 $ - 32S/16D Singolare - Doppio                        | Marc Rosset 6-4 7-5                         | Guillermo Pérez Roldán                 | Eduardo Bengoechea Francisco Yunis | Xavier Daufresne Lars Jonsson Juan Aguilera Sergio Cortés       |
| 11 settembre | Geneva Open 1989 Ginevra, Svizzera Terra rossa - 220 000 $ - 32S/16D Singolare - Doppio                        | Andrés Gomez Alberto Mancini 6-3 7-5        | Mansour Bahrami Guillermo Pérez Roldán | Eduardo Bengoechea Francisco Yunis | Xavier Daufresne Lars Jonsson Juan Aguilera Sergio Cortés       |
| 11 settembre | Madrid Open 1989 Madrid, Spagna Terra rossa - 175 000 $ Singolare - Doppio                                     | Martín Jaite 6-3 6-2                        | Jordi Arrese                           | Sergio Casal Javier Sánchez        | Tomás Carbonell Luiz Mattar Horst Skoff Diego Pérez             |
| 11 settembre | Madrid Open 1989 Madrid, Spagna Terra rossa - 175 000 $ Singolare - Doppio                                     | Tomás Carbonell Carlos Costa 7-5 6-3        | Francisco Clavet Tomáš Šmíd            | Sergio Casal Javier Sánchez        | Tomás Carbonell Luiz Mattar Horst Skoff Diego Pérez             |
| 18 settembre | Torneo Godó 1989 Barcellona, Spagna Terra rossa - 500 000 $ Singolare - Doppio                                 | Andrés Gómez 6-4 6-4 6-2                    | Horst Skoff                            | Ivan Lendl Alberto Mancini         | Marcelo Filippini Martín Jaite Carl-Uwe Steeb Thomas Muster     |
| 18 settembre | Torneo Godó 1989 Barcellona, Spagna Terra rossa - 500 000 $ Singolare - Doppio                                 | Gustavo Luza Christian Miniussi 7-6 5-7 6-3 | Sergio Casal Tomáš Šmíd                | Ivan Lendl Alberto Mancini         | Marcelo Filippini Martín Jaite Carl-Uwe Steeb Thomas Muster     |
| 18 settembre | Countrywide Classic 1989 Los Angeles, California, USA Cemento - 425 000 $ Singolare - Doppio                   | Aaron Krickstein 2-6 6-4 6-2                | Michael Chang                          | Scott Davis Brad Gilbert           | Darren Cahill Kevin Curren Andrew Sznajder Mikael Pernfors      |
| 18 settembre | Countrywide Classic 1989 Los Angeles, California, USA Cemento - 425 000 $ Singolare - Doppio                   | Marty Davis Tim Pawsat 7-5 7-6              | John Fitzgerald Anders Järryd          | Scott Davis Brad Gilbert           | Darren Cahill Kevin Curren Andrew Sznajder Mikael Pernfors      |
| 25 settembre | Pacific Coast Championships 1989 San Francisco, California, USA Cemento indoor - 425 000 $ Singolare - Doppio  | Brad Gilbert 7-5 6-2                        | Anders Järryd                          | Kevin Curren Kelly Evernden        | Derrick Rostagno Jim Grabb Christo van Rensburg Michael Chang   |
| 25 settembre | Pacific Coast Championships 1989 San Francisco, California, USA Cemento indoor - 425 000 $ Singolare - Doppio  | Pieter Aldrich Danie Visser 6-4 6-3         | Paul Annacone Christo van Rensburg     | Kevin Curren Kelly Evernden        | Derrick Rostagno Jim Grabb Christo van Rensburg Michael Chang   |
| 25 settembre | ATP Bordeaux 1989 Bordeaux, Francia Terra rossa - 225 000 $ - 32S/16D Singolare - Doppio                       | Ivan Lendl 6-2 6-2                          | Emilio Sánchez                         | Jaime Yzaga Jean-Philippe Fleurian | Henri Leconte Cássio Motta Goran Prpić Tomás Carbonell          |
| 25 settembre | ATP Bordeaux 1989 Bordeaux, Francia Terra rossa - 225 000 $ - 32S/16D Singolare - Doppio                       | Tomás Carbonell Carlos Di Laura 6-4 6-3     | Agustín Moreno Jaime Yzaga             | Jaime Yzaga Jean-Philippe Fleurian | Henri Leconte Cássio Motta Goran Prpić Tomás Carbonell          |
| 25 settembre | Campionati Internazionali di Sicilia 1989 Palermo, Italia Terra rossa - 123 400 $ - 32S/16D Singolare - Doppio | Guillermo Pérez Roldán 6-1 6-4              | Paolo Canè                             | Goran Ivanišević Pavel Vojtíšek    | Alberto Mancini Peter Ballauff Sergi Bruguera Claudio Pistolesi |
| 25 settembre | Campionati Internazionali di Sicilia 1989 Palermo, Italia Terra rossa - 123 400 $ - 32S/16D Singolare - Doppio | Peter Ballauff Rudiger Haas 6-2 6-7 6-4     | Goran Ivanišević Diego Nargiso         | Goran Ivanišević Pavel Vojtíšek    | Alberto Mancini Peter Ballauff Sergi Bruguera Claudio Pistolesi |

### Ottobre
| Settimana  | Torneo | Vincitore                                | Finalista                         | Semifinalisti                   | Eliminati ai quarti                                                   |
| ---------- | --- | ---------------------------------------- | --------------------------------- | ------------------------------- | --------------------------------------------------------------------- |
| 2 ottobre  | Queensland Open 1989 Brisbane, Australia Cemento - 180 000 $ - 32S/16D Singolare - Doppio                            | Nicklas Kroon 4-6 6-2 6-4                | Mark Woodforde                    | Todd Woodbridge Wally Masur     | Darren Cahill Eric Jelen Jason Stoltenberg Shane Barr                 |
| 2 ottobre  | Queensland Open 1989 Brisbane, Australia Cemento - 180 000 $ - 32S/16D Singolare - Doppio                            | Darren Cahill Mark Kratzmann 6-4 5-7 6-0 | Broderick Dyke Simon Youl         | Todd Woodbridge Wally Masur     | Darren Cahill Eric Jelen Jason Stoltenberg Shane Barr                 |
| 2 ottobre  | Verizon Tennis Challenge 1989 Orlando Florida, USA Cemento - 415 000 $ - 32S/16D Singolare - Doppio                  | Andre Agassi 6-2 6-1                     | Brad Gilbert                      | Jimmy Brown Jaime Yzaga         | Jimmy Arias Miguel Nido Emilio Sánchez David Wheaton                  |
| 2 ottobre  | Verizon Tennis Challenge 1989 Orlando Florida, USA Cemento - 415 000 $ - 32S/16D Singolare - Doppio                  | Scott Davis Tim Pawsat 7-5 5-7 6-4       | Ken Flach Robert Seguso           | Jimmy Brown Jaime Yzaga         | Jimmy Arias Miguel Nido Emilio Sánchez David Wheaton                  |
| 2 ottobre  | Swiss Indoors 1989 Basilea, Svizzera Cemento indoor - 416 000 $ - 32S/16D Singolare - Doppio                         | Jim Courier 7-6 3-6 2-6 6-0 7-5          | Stefan Edberg                     | Jimmy Connors Andrés Gómez      | Olivier Delaître Omar Camporese Marcelo Filippini Goran Ivanišević    |
| 2 ottobre  | Swiss Indoors 1989 Basilea, Svizzera Cemento indoor - 416 000 $ - 32S/16D Singolare - Doppio                         | Udo Riglewski Michael Stich 6-3 4-6 6-0  | Omar Camporese Claudio Mezzadri   | Jimmy Connors Andrés Gómez      | Olivier Delaître Omar Camporese Marcelo Filippini Goran Ivanišević    |
| 9 ottobre  | Grand Prix de Tennis de Toulouse 1989 Tolosa, Francia Sintetico indoor - 225 000 $ - 32S/16D Singolare - Doppio      | Jimmy Connors 6-3 6-3                    | John McEnroe                      | Horst Skoff Andrej Česnokov     | Magnus Gustafsson Martin Laurendeau Christian Bergström Jérôme Potier |
| 9 ottobre  | Grand Prix de Tennis de Toulouse 1989 Tolosa, Francia Sintetico indoor - 225 000 $ - 32S/16D Singolare - Doppio      | Mansour Bahrami Éric Winogradsky 6-2 7-6 | Todd Nelson Roger Smith           | Horst Skoff Andrej Česnokov     | Magnus Gustafsson Martin Laurendeau Christian Bergström Jérôme Potier |
| 9 ottobre  | Australian Indoor Championships 1989 Sydney, Australia Cemento indoor - 492 500 $ - 32S/16D Singolare - Doppio       | Ivan Lendl 6-2 6-2 6-1                   | Lars-Anders Wahlgren              | Nicklas Kroon Johan Anderson    | Thomas Högstedt Mark Woodforde Slobodan Živojinović Jason Stoltenberg |
| 9 ottobre  | Australian Indoor Championships 1989 Sydney, Australia Cemento indoor - 492 500 $ - 32S/16D Singolare - Doppio       | David Pate Scott Warner 6-3 6-7 7-5      | Darren Cahill Mark Kratzmann      | Nicklas Kroon Johan Anderson    | Thomas Högstedt Mark Woodforde Slobodan Živojinović Jason Stoltenberg |
| 16 ottobre | Tel Aviv Open 1989 Tel Aviv, Israele Cemento - 150 000 $ - 32S/16D Singolare - Doppio                                | Jimmy Connors 2-6 6-2 6-1                | Gilad Bloom                       | Gianluca Pozzi Amos Mansdorf    | Kelly Jones Josef Čihák Markus Zoecke Miguel Nido                     |
| 16 ottobre | Tel Aviv Open 1989 Tel Aviv, Israele Cemento - 150 000 $ - 32S/16D Singolare - Doppio                                | Jeremy Bates Patrick Baur 6-1 4-6 6-1    | Rikard Bergh Per Henricsson       | Gianluca Pozzi Amos Mansdorf    | Kelly Jones Josef Čihák Markus Zoecke Miguel Nido                     |
| 16 ottobre | Vienna Open 1989 Vienna, Austria Sintetico indoor - 285 000 $ - 32S/16D Singolare - Doppio                           | Paul Annacone 6-7 6-4 6-1 2-6 6-3        | Kelly Evernden                    | Petr Korda Thomas Muster        | Jay Berger Glenn Layendecker Aleksandr Volkov Anders Järryd           |
| 16 ottobre | Vienna Open 1989 Vienna, Austria Sintetico indoor - 285 000 $ - 32S/16D Singolare - Doppio                           | Jan Gunnarsson Anders Järryd 6-1 4-6 6-1 | Paul Annacone Kelly Evernden      | Petr Korda Thomas Muster        | Jay Berger Glenn Layendecker Aleksandr Volkov Anders Järryd           |
| 16 ottobre | Tokyo Indoor 1989 Tokyo, Giappone Sintetico indoor - 627 500 $ - 32S/16D Singolare - Doppio                          | Aaron Krickstein 6-2 6-2                 | Carl-Uwe Steeb                    | Stefan Edberg Darren Cahill     | Henri Leconte Grant Connell Rick Leach Ronald Agénor                  |
| 16 ottobre | Tokyo Indoor 1989 Tokyo, Giappone Sintetico indoor - 627 500 $ - 32S/16D Singolare - Doppio                          | Kevin Curren David Pate 4-6 6-3 7-6      | Andrés Gomez Slobodan Živojinović | Stefan Edberg Darren Cahill     | Henri Leconte Grant Connell Rick Leach Ronald Agénor                  |
| 23 ottobre | Frankfurt Grand Prix 1989 Francoforte, Germania dell'Ovest Sintetico indoor - 237 000 $ - 32S/16D Singolare - Doppio | Kevin Curren 6-2 7-5                     | Petr Korda                        | Tom Nijssen Richard Matuszewski | Eric Jelen Michael Stich Glenn Layendecker Jens Wöhrmann              |
| 23 ottobre | Frankfurt Grand Prix 1989 Francoforte, Germania dell'Ovest Sintetico indoor - 237 000 $ - 32S/16D Singolare - Doppio | Pieter Aldrich Danie Visser 7-6 6-7 6-3  | Kevin Curren Eric Jelen           | Tom Nijssen Richard Matuszewski | Eric Jelen Michael Stich Glenn Layendecker Jens Wöhrmann              |
| 30 ottobre | Paris Open 1989 Parigi, Francia Sintetico indoor - 1 300 000 $ - 48S/24D Singolare - Doppio                          | Boris Becker 6-4 6-3 6-3                 | Stefan Edberg                     | John McEnroe Aaron Krickstein   | Wally Masur Michael Chang Brad Gilbert Jakob Hlasek                   |
| 30 ottobre | Paris Open 1989 Parigi, Francia Sintetico indoor - 1 300 000 $ - 48S/24D Singolare - Doppio                          | John Fitzgerald Anders Järryd 7-6 6-4    | Jakob Hlasek Éric Winogradsky     | John McEnroe Aaron Krickstein   | Wally Masur Michael Chang Brad Gilbert Jakob Hlasek                   |

### Novembre
| Settimana   | Torneo | Vincitore                                    | Finalista                     | Semifinalisti                          | Eliminati ai quarti                                         |
| ----------- | --- | -------------------------------------------- | ----------------------------- | -------------------------------------- | ----------------------------------------------------------- |
| 6 novembre  | ATP San Paolo 1989 San Paolo, Brasile Sintetico - 130 000 $ Singolare - Doppio                                                                 | Martín Jaite 7-6 6-3                         | Javier Sánchez                | Jean-Philippe Fleurian Mark Koevermans | Jay Berger Marcelo Filippini Francisco Roig Luiz Mattar     |
| 6 novembre  | Stockholm Open 1989 Stoccolma, Svezia Sintetico indoor - 1 025 000 $ Singolare - Doppio                                                        | Ivan Lendl 7-5 6-0 6-3                       | Magnus Gustafsson             | Stefan Edberg Mats Wilander            | Tim Mayotte Jim Courier Andre Agassi Jan Gunnarsson         |
| 6 novembre  | Stockholm Open 1989 Stoccolma, Svezia Sintetico indoor - 1 025 000 $ Singolare - Doppio                                                        | Jorge Lozano Todd Witsken 6-0 5-7 6-3        | Rick Leach Jim Pugh           | Stefan Edberg Mats Wilander            | Tim Mayotte Jim Courier Andre Agassi Jan Gunnarsson         |
| 6 novembre  | Wembley Championship 1989 Wembley, Gran Bretagna Sintetico indoor - 400 000 $ Singolare - Doppio                                               | Michael Chang 6-2 6-1 6-1                    | Guy Forget                    | John McEnroe Wally Masur               | Miloslav Mečíř Robert Seguso Brad Gilbert Andrej Česnokov   |
| 6 novembre  | Wembley Championship 1989 Wembley, Gran Bretagna Sintetico indoor - 400 000 $ Singolare - Doppio                                               | Jakob Hlasek John McEnroe 6-1 7-6            | Jeremy Bates Kevin Curren     | John McEnroe Wally Masur               | Miloslav Mečíř Robert Seguso Brad Gilbert Andrej Česnokov   |
| 13 novembre | South African Open 1989 Johannesburg, Sudafrica Cemento indoor - 297 500 $ Singolare - Doppio                                                  | Christo van Rensburg 6-4 7-6 6-3             | Paul Chamberlin               | Joey Rive Jeremy Bates                 | Michael Robertson Gary Muller David Pate Dean Botha         |
| 13 novembre | South African Open 1989 Johannesburg, Sudafrica Cemento indoor - 297 500 $ Singolare - Doppio                                                  | Luke Jensen Richey Reneberg 6-0 6-4          | Kelly Jones Joey Rive         | Joey Rive Jeremy Bates                 | Michael Robertson Gary Muller David Pate Dean Botha         |
| 20 novembre | ATP Itaparica 1989 Itaparica, Brasile Cemento - 305 000 $ Singolare - Doppio                                                                   | Martín Jaite 6-4 6-4                         | Jay Berger                    | Emilio Sánchez Jaime Yzaga             | Luiz Mattar Paul Haarhuis Marcelo Filippini Mark Koevermans |
| 20 novembre | ATP Itaparica 1989 Itaparica, Brasile Cemento - 305 000 $ Singolare - Doppio                                                                   | Rick Leach Jim Pugh 6-2 7-6                  | Jorge Lozano Todd Witsken     | Emilio Sánchez Jaime Yzaga             | Luiz Mattar Paul Haarhuis Marcelo Filippini Mark Koevermans |
| 28 novembre | Nabisco Masters 1989 New York, USA (Singolare) Londra, Gran Bretagna (Doppio) Masters Sintetico indoor - 3 100 000 $- 8S/8D Singolare - Doppio | Stefan Edberg 4-6 7-6 6-3 6-1                | Boris Becker                  | Ivan Lendl John McEnroe                |                                                             |
| 28 novembre | Nabisco Masters 1989 New York, USA (Singolare) Londra, Gran Bretagna (Doppio) Masters Sintetico indoor - 3 100 000 $- 8S/8D Singolare - Doppio | Jim Grabb Patrick McEnroe 7-5, 7-5, 5-7, 6-3 | John Fitzgerald Anders Järryd |                                        |                                                             |

### Dicembre
Nessun evento

## Debutti
- Wayne Ferreira
- Patrick Galbrath
- Paul Haarhuis
- Richard Krajicek